# Valle de Calamuchita
Valle de Calamuchita är en dal i Argentina.   Den ligger i provinsen Córdoba, i den centrala delen av landet, 700 km nordväst om huvudstaden Buenos Aires.
Trakten runt Valle de Calamuchita består till största delen av jordbruksmark. Runt Valle de Calamuchita är det glesbefolkat, med 10 invånare per kvadratkilometer.